# ノルトハルベン
ノルトハルベン (ドイツ語: Nordhalben) は、ドイツ バイエルン州 オーバーフランケン行政管区 クローナハ郡の市場町。

## 地理

### 位置
ノルトハルベンは、フランケンヴァルト自然公園内に位置する。

### 自治体の構成
この町は、公式には16の地区 (Ort) からなる。このうち孤立農場などを除く集落を以下に列記する。
- ハイナースベルク
- マウトハウス
- ノルトハルベン

## 歴史
現在のノルトハルベンにあたる地域が初めて文献に登場するのは1154年で「Burg im Nordwald」として記述されている。1518年にノルトハルベンは現在の名前と市場権を得た。

## 行政

### 町議会
ノルトハルベンの町議会は14議席で、これに別に選出された町長が加わる。

### 紋章
紋章の図柄：上下に分割され、上部はさらに左右に分かれている。上部左は、金地で銀色の逆向き斜め帯が被さっており、赤い爪を持った黒い獅子が描かれている。上部右側は、金地に、白い襟の付いた黒い服を着たひげのある人物の半身像。白い折り返しの黒い三角帽をかぶっているが、その先端につけられた6つ角のある赤い星で三角帽が垂れ下がっている。下部は、白地で、緑色の土地に4本の緑色の広葉樹が並んで描かれている。

## 文化と見所
ノルトハルベンは、この町に根付いたボビンレースの伝統によって他地域においてもその名声を誇っている。この伝統は、レース学校が創立した1903年に遡る。

## 公共施設
- レース学校
- 国際レース・コレクション
- 歴史博物館

## 引用
1. ↑  https://www.statistikdaten.bayern.de/genesis/online?operation=result&code=12411-003r&leerzeilen=false&language=de Genesis-Online-Datenbank des Bayerischen Landesamtes für Statistik Tabelle 12411-003r Fortschreibung des Bevölkerungsstandes: Gemeinden, Stichtag (Einwohnerzahlen auf Grundlage des Zensus 2011)
2. ↑  Bayerische Landesbibliothek Online